# Apogon spongicolus
Apogon spongicolus är en fiskart som först beskrevs av Smith, 1965.  Apogon spongicolus ingår i släktet Apogon och familjen Apogonidae. Inga underarter finns listade i Catalogue of Life.